# Espai intergalàctic
L'espai intergalàctic és l'espai físic entre galàxies. Generalment sense pols i runes, l'espai intergalàctic està molt a prop del buit total. Algunes teories suposen la densitat mitjana de l'univers com l'equivalent a un àtom d'hidrogen per metre cúbic. Això no obstant, la densitat de l'univers clarament no és uniforme; varia des d'una densitat relativament alta a galàxies (fins i tot una densitat molt alta en estructures dins d'aquestes, com planetes, estrelles, i forats negres) a condicions d'enormes buits la densitat és molt inferior a la mitjana de l'univers. La temperatura és només de 2,73 K. La missió COBE de la NASA va mesurar una temperatura de 2,725 ± 0,002 K.
En cúmuls de galàxies rics com el de Virgo, l'espai intergalàctic està ocupat per un gas molt rarificat i a elevades temperatures, detectable gràcies a la seva emissió de raigs X.